# 日岡站

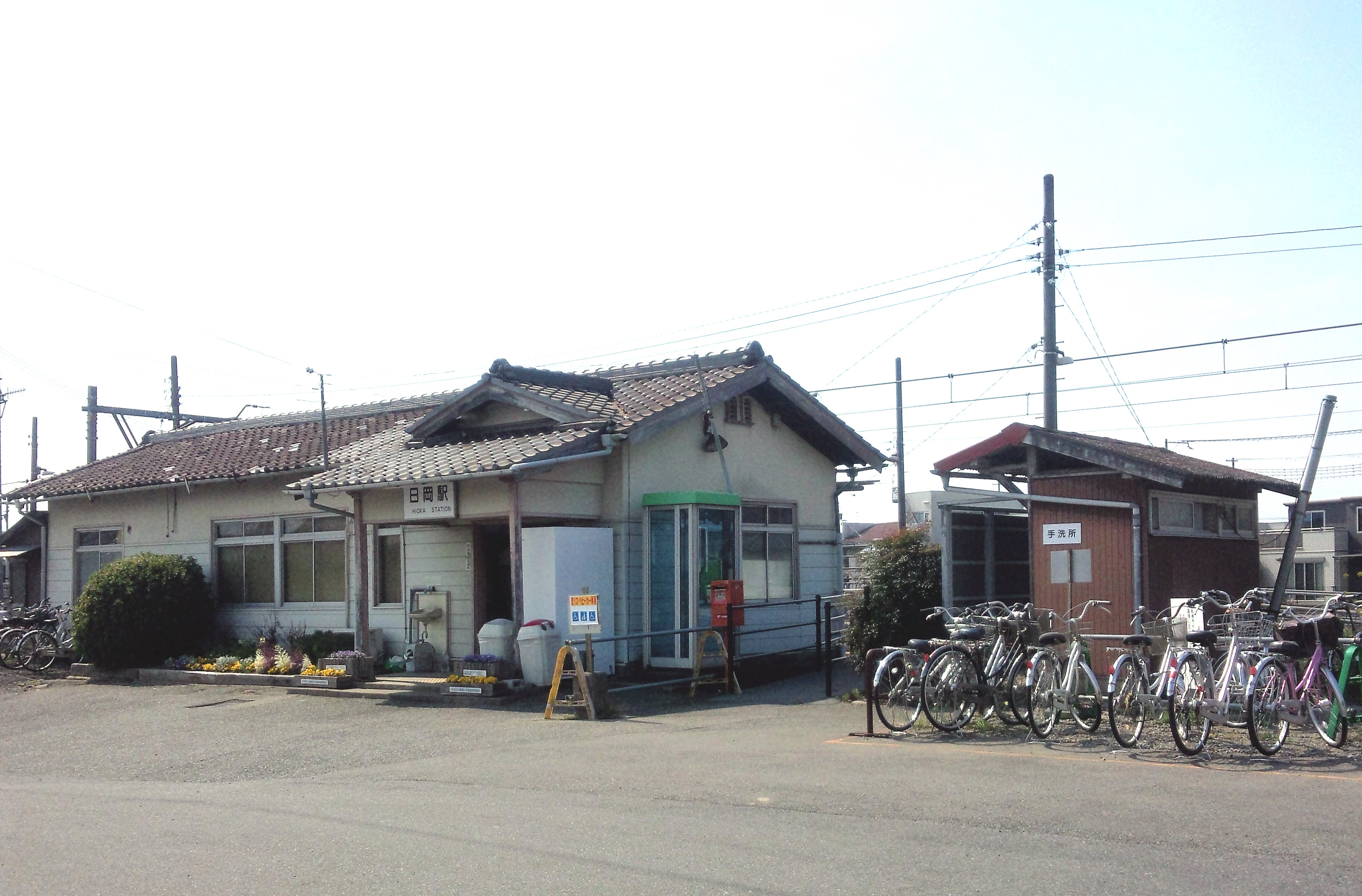
車站大樓

日岡站（日语：／ Hioka eki */?）是位於兵庫縣加古川市加古川町大野1185番地，西日本旅客鐵道（JR西日本）的加古川線車站。

## 歷史
- 1913年（大正2年）4月1日 - 播州鐵道加古川町站（現時：加古川站）至國包站（現時：厄神站）之間開通，此站啟用[1][2]。為旅客車站。
- 1923年（大正12年）12月21日 - 路線轉讓給播丹鐵道[3]。
- 1943年（昭和18年）6月1日 - 播丹鐵道被國有化，成為鐵道省加古川線車站[4]。
- 1948年（昭和23年）4月 - 車站大樓翻新[1]。
- 1987年（昭和62年）4月1日 - 伴隨國鐵分割民營化，車站由西日本旅客鐵道（JR西日本）營運。
- 1990年（平成2年）
  - 6月1日 - 加古川鐵道部（日语：加古川鉄道部）成立，並管轄此站。
  - 10月1日 - 成為無人車站。
- 2009年（平成21年）7月1日 - 隨著加古川鐵道部廢止，變由神戶分社（日语：西日本旅客鉄道神戸支社）直轄，此站由加古川站管理[5]。
- 2016年（平成28年）3月26日 - 此站開始可以使用IC卡「ICOCA」[6]。此站設置IC卡專用簡易閘機。

## 車站構造
車站是一座地面車站，設有2面2線的相對式月台。

### 月台
| 月台         | 路線     | 上下行 | 方向             |
| ------------ | -------- | ------ | ---------------- |
| 車站大樓一方 | 加古川線 | 上行   | 加古川方向       |
| 車站大樓對面 | 加古川線 | 下行   | 粟生、西脇市方向 |

## 時間表
在日間時段，每小時設有2班列車停靠。

## 車站周邊
車站東北方設有一座高50米的日岡山，該處一帶都是日岡山公園。車站附近設有日岡神社和日岡陵。可看見許多古墳。加古川刑務所位於日岡山公園南邊，距離此站1公里。另外，車站附近設有團地和公寓。站前會有的士等候乘客。
- 加古川
- 加古川警察署日岡交番
- 加古川中津簡易郵局
- 兵庫縣立加古川北高等學校（日语：兵庫県立加古川北高等学校）
- 加古川市立冰丘中學（日语：加古川市立氷丘中学校）
- 加古川市立冰丘小學（日语：加古川市立氷丘小学校）

## 利用狀況
根據「兵庫縣統計書」，在2019年（令和元年）度1日平均乘車人次為635人。
以下為近年1日平均乘車人次列表：
| 年度   | 1日平均 乘車人次 |
| ------ | ---------------- |
| 2000年 | 705              |
| 2001年 | 657              |
| 2002年 | 628              |
| 2003年 | 620              |
| 2004年 | 584              |
| 2005年 | 615              |
| 2006年 | 604              |
| 2007年 | 612              |
| 2008年 | 601              |
| 2009年 | 566              |
| 2010年 | 549              |
| 2011年 | 561              |
| 2012年 | 568              |
| 2013年 | 585              |
| 2014年 | 575              |
| 2015年 | 586              |
| 2016年 | 602              |
| 2017年 | 611              |
| 2018年 | 610              |
| 2019年 | 635              |

## 巴士路線
在縣道上設有日岡巴士站。車站北邊設有日岡站口巴士站。上述巴士站均是神姬巴士的巴士站。
日岡
- 經中津，前往加古川站北出口
- 經中河原，前往神野站

日岡站口
- 經中津，前往加古川站北出口
- 前往加古川營業所

## 相鄰車站
西日本旅客鐵道（JR西日本）
 加古川線
加古川－日岡－神野

## 注腳
1. 1 2 3 4 5 6 7  . 神戶新聞綜合出版中心. 2011-12-15: 201. ISBN 9784343006028 （日语）.
2. ↑  官報 第202号（日語） 1913年4月5日
3. ↑  『鉄道省鉄道統計資料. 大正12年度』（日語）（國立國會圖書館近代數碼圖書館）
4. ↑  官報 第4907号（日語） 1943年5月25日
5. ↑  . 交通新聞 (交通新聞社). 2009-06-25: 1 （日语）.
6. ↑   (PDF) (新闻稿). 西日本旅客鉄道. 2015年12月18日  [2016-03-26]. （原始内容存档 (PDF)于2016-03-05） （日语）.
7. ↑  兵庫県統計書 （页面存档备份，存于）（日語）
8. ↑  兵庫県統計書令和元年版 （页面存档备份，存于）（日語）

## 外部連結
- 日岡｜車站資訊：JR出門網 - 西日本旅客鐵道
- 國土地理院地圖參閲服務 （页面存档备份，存于） - 日岡站周邊1/25000之地形圖 （页面存档备份，存于）（日語）